# Identité de Vandermonde
En mathématiques combinatoires, l'identité de Vandermonde, ou formule de Vandermonde, ainsi nommée en l'honneur d'Alexandre-Théophile Vandermonde (1772), ou encore formule de convolution, affirme que, pour des entiers naturels {\displaystyle k,m,n}, on a
{\displaystyle {\binom {m+n}{k}}=\sum _{\overset {0\leqslant i,j\leqslant k}{i+j=k}}{\binom {m}{i}}{\binom {n}{j}}=\sum _{i=0}^{k}{\binom {m}{i}}{\binom {n}{k-i}}=\sum _{j=0}^{k}{\binom {m}{k-j}}{\binom {n}{j}}}
où les nombres {\displaystyle {b \choose a}}, avec {\displaystyle a,b\in \mathbb {N} }, sont des coefficients binomiaux, c'est-à-dire que {\displaystyle {b \choose a}={\frac {b!}{a!\,(b-a)!}}} si {\displaystyle 0\leqslant a\leqslant b} (le point d'exclamation « ! » désignant la factorielle) et {\displaystyle {b \choose a}=0} si {\displaystyle a>b}.
Les contributions non nulles à la somme de droite proviennent des valeurs de j pour lesquelles les coefficients binomiaux sont non nuls, c'est-à-dire pour {\displaystyle \max(0,k-m)\leqslant j\leqslant \min(n,k)}.
Le cas {\displaystyle n=m=k} donne l'expression suivante du coefficient binomial central : {\displaystyle {\binom {2n}{n}}=\sum _{i=0}^{n}{\binom {n}{i}}^{2}}.

## Démonstrations

### Algébrique
La formule peut être démontrée de façon algébrique, en utilisant la formule du binôme pour développer de deux façons l'identité polynomiale
{\displaystyle (1+X)^{m+n}=(1+X)^{m}(1+X)^{n}}
puis en identifiant les coefficients du terme de degré {\displaystyle k} de chacun des membres de l'égalité.

### Combinatoire
Une preuve par double dénombrement est aussi possible : les deux expressions correspondent à deux façons de dénombrer les parties à {\displaystyle k} éléments de E ∪ F, où E et F sont deux ensembles disjoints fixés, de cardinaux respectifs {\displaystyle m} et {\displaystyle n}.

### Probabiliste
Les ensembles E et F précédents sont modélisés par une urne contenant {\displaystyle m} boules rouges et {\displaystyle n} boules bleues. On effectue un tirage sans remise de {\displaystyle k} boules. On demande la loi de probabilité du nombre {\displaystyle X} de boules rouges ; la réponse est {\displaystyle P(X=i)={\frac {{\binom {m}{i}}{\binom {n}{k-i}}}{\binom {n+m}{k}}}} (il s'agit de la loi hypergéométrique).
L'identité de Vandermonde s'interprète alors comme le fait que la somme de ces probabilités est égale à 1.

## Identité de Chu-Vandermonde
L'identité de Chu-Vandermonde — du nom de Vandermonde et du mathématicien chinois Zhu Shijie (environ 1260 - environ 1320) — généralise l'identité de Vandermonde à des valeurs non entières (en utilisant la définition générale des coefficients binomiaux) :
qui vient d'une réécriture de la « formule du binôme pour les factorielles décroissantes » établie par Vandermonde, exprimant que la suite des polynômes {\displaystyle x^{\underline {n}}=x(x-1)(x-2)\cdots (x-n+1)} est de type binomial :
L'identité de Chu-Vandermonde est vraie pour tous nombres complexes s et t.
Elle est elle-même un cas particulier du théorème hypergéométrique de Gauss qui affirme que
{\displaystyle _{2}F_{1}(a,b;c;1)={\frac {\Gamma (c)\Gamma (c-a-b)}{\Gamma (c-a)\Gamma (c-b)}}}
où 2F1 est la fonction hypergéométrique et Γ est la fonction gamma. Il suffit de prendre a = –n et d'appliquer l'identité
{\displaystyle {\binom {n}{k}}=(-1)^{k}{\binom {k-n-1}{k}}} à plusieurs reprises.